# Bandiera della Lega araba

Bandiera della Lega araba

La bandiera della Lega araba, adottata l'8 marzo 1945, è composta dall'emblema ufficiale della Lega araba, su campo verde.
Tra due rami di ulivo vi sono ventidue anelli di una catena che rappresentano i ventidue membri della Lega al momento dell'adozione della bandiera che circonda una mezzaluna e il nome dell'organizzazione "Lega degli Stati arabi" (in arabo).
La bandiera è stata adottata l'8 marzo 1945, il creatore originale della bandiera è sconosciuto. La bandiera serve come una bandiera ufficiale per l'Algeria, il Bahrein, Gibuti, l'Egitto, l'Iraq, la Giordania, il Kuwait, il Libano, la Libia, la Mauritania, il Marocco,l'Oman, la Palestina, il Qatar, l'Arabia Saudita, la Somalia, il Sudan, la Siria, la Tunisia, gli Emirati Arabi Uniti e lo Yemen (fino al 2017).